# تویوتا میرای
تویوتا میرای (انگلیسی: Toyota Mirai) یک خودروی هیدروژنی پیل‌سوختی است که از سال ۲۰۱۴ توسط تویوتا موتورز تولید می‌شود. واژه میرای (به ژاپنی: 未来) به معنای آینده است. تویوتا میرای یکی از اولین خودروهای هیدروژنی که تولید انبوه می‌گردد. تویوتا تا دسامبر ۲۰۱۷، در مجموع ۵۳۰۰ میرای در سراسر جهان فروخت. موتور ۱۱۳ کیلوواتی این خودرو قدرتی برابر با ۱۵۲ اسب بخار دارد. این خودرو فاقد گیربکس بوده و سیستم انتقال قدرت‌آن تک‌سرعته است. نسل اول تویوتا میرای در سال ۲۰۱۴ و نسل دوم آن در سال ۲۰۱۹ معرفی شد.
شتاب صفر تا صد کیلومتر بر ساعت میرای برابر با ۹٫۶ ثانیه است و می‌تواند به حداکثر سرعت ۱۷۸ کیلومتر بر ساعت دست یابد.

## نگارخانه

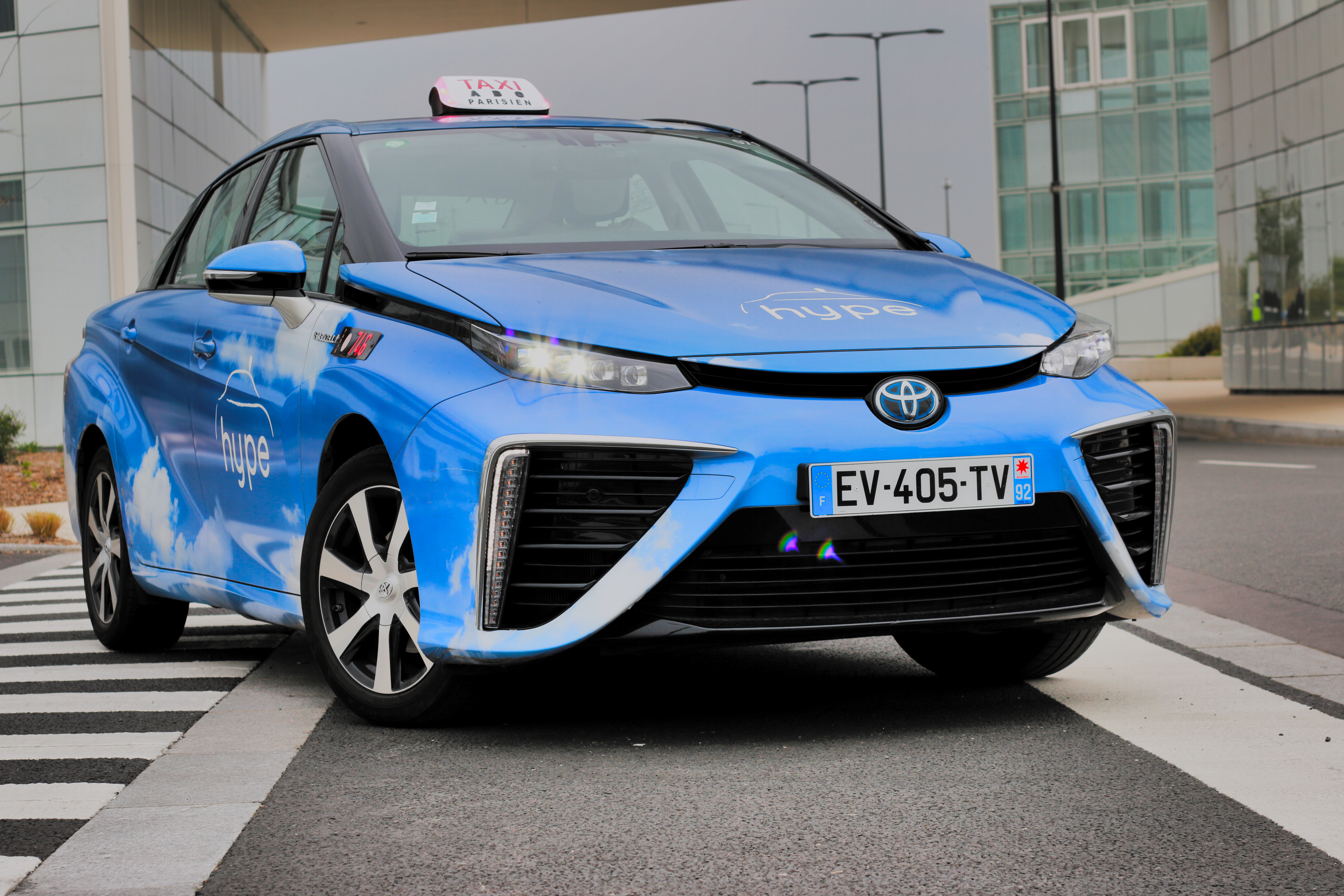
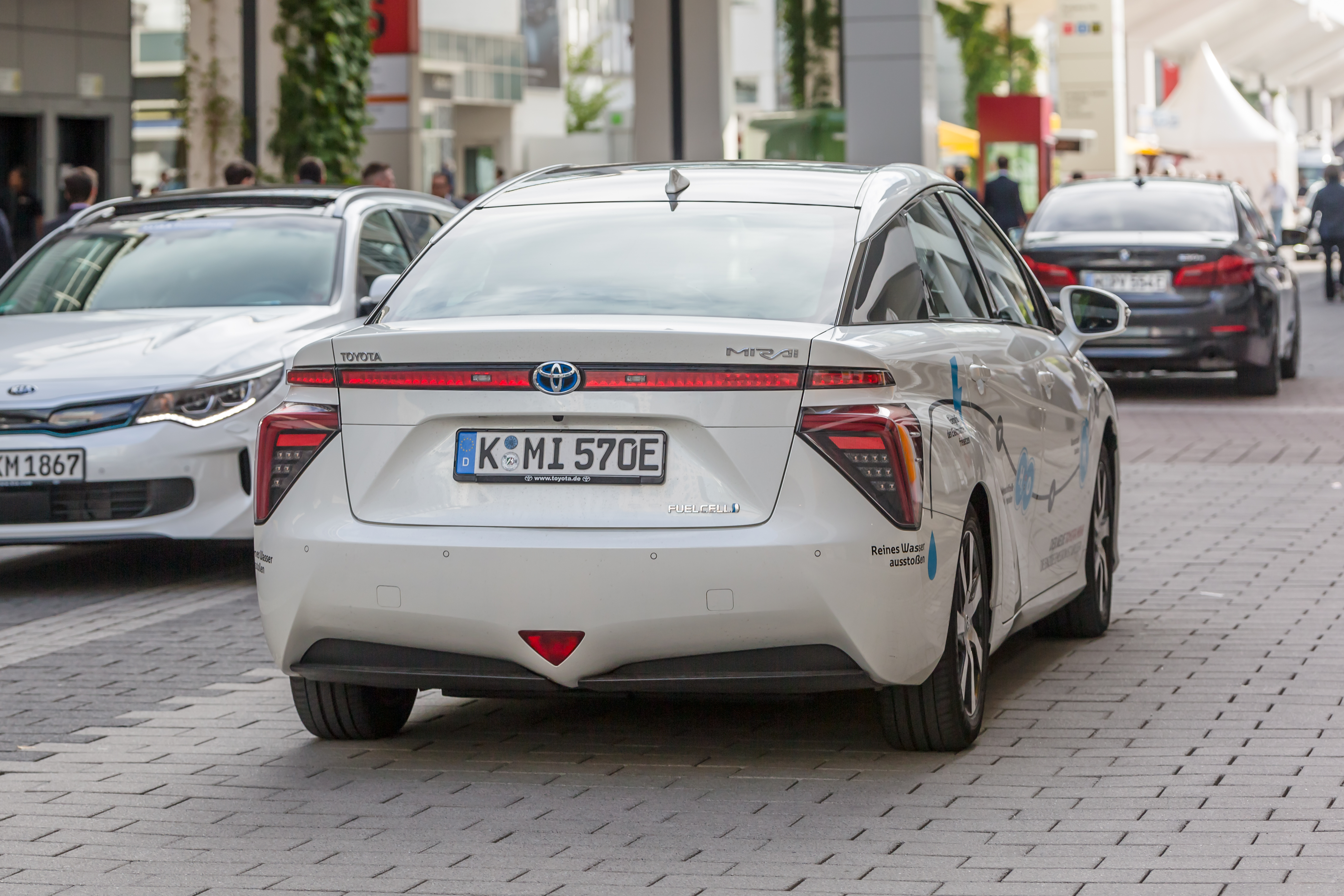
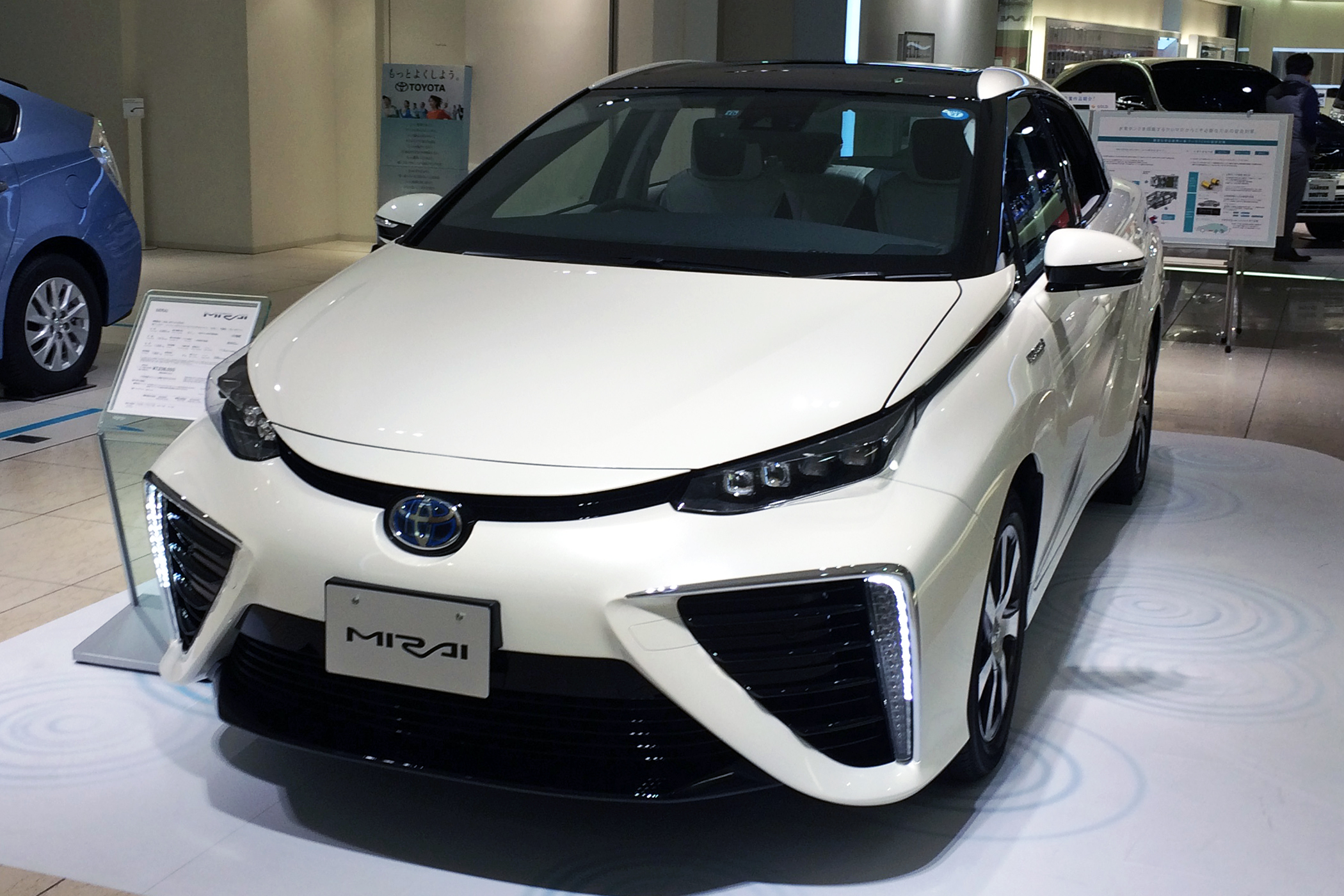
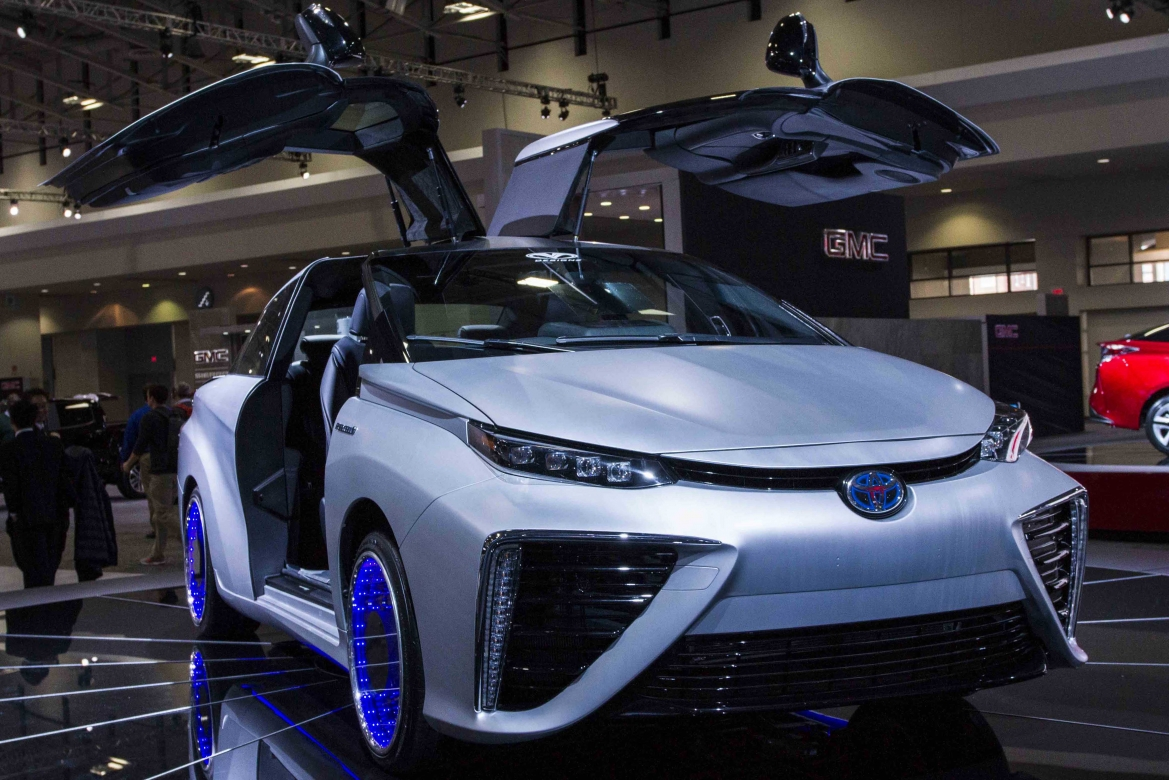
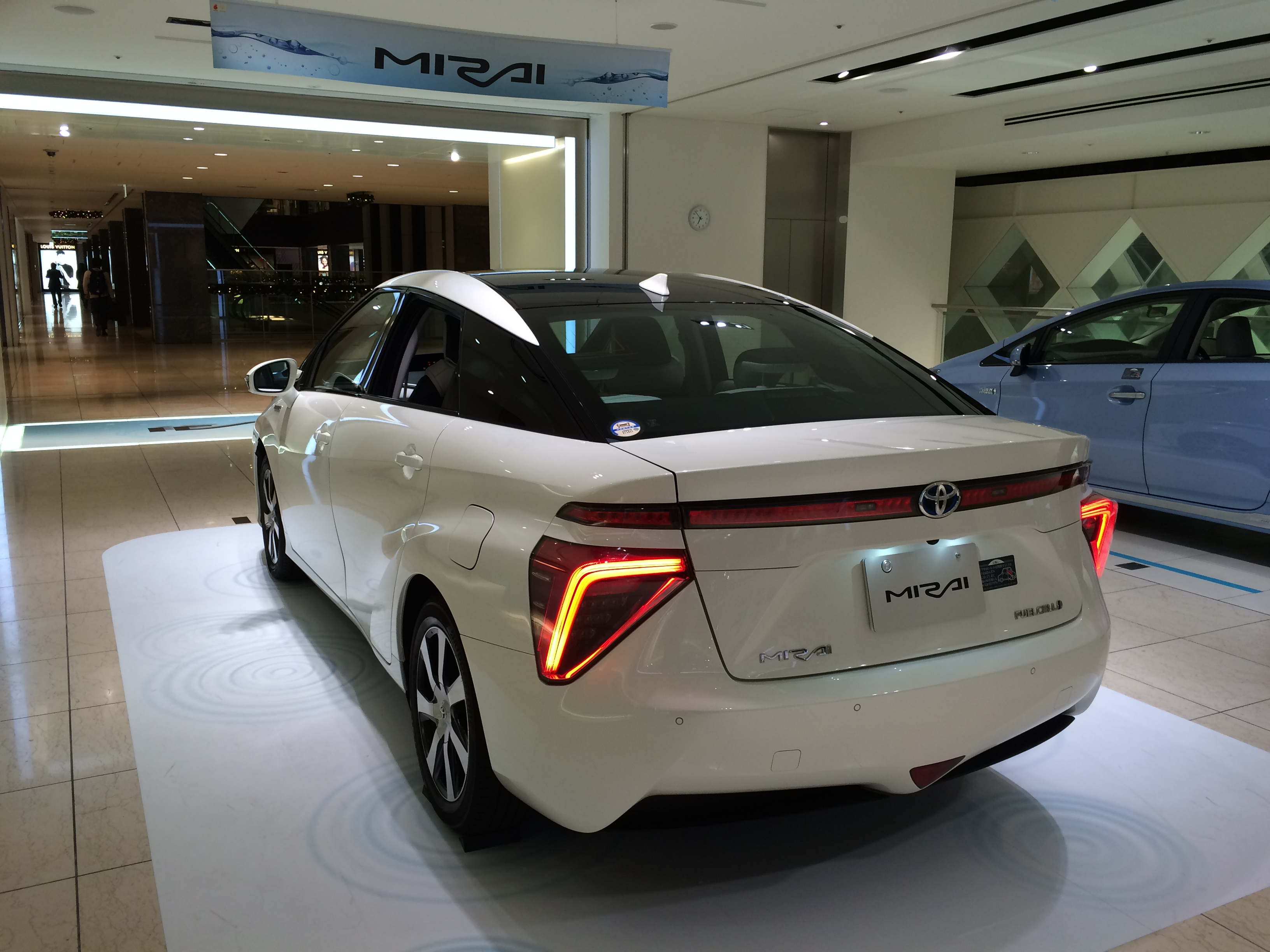
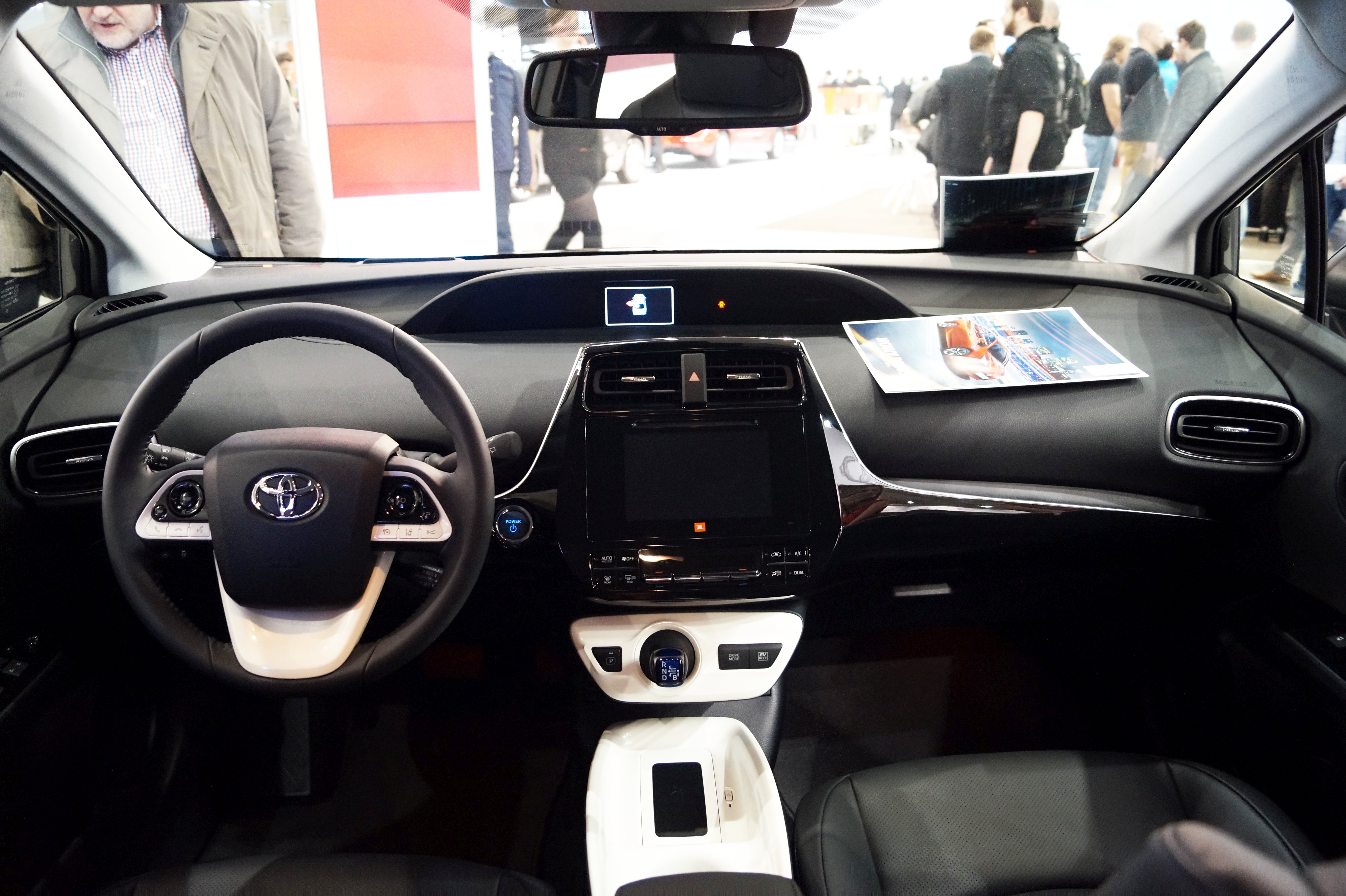